# فرع جمعية كشافة جزر سليمان
فرع جمعية كشافة جزر سليمان، تأسس الفرع في عام 1928، وهو فرع تابع لجمعية الكشافة في المملكة المتحدة تأسس لأسباب تاريخية وأيضا لأن عدد الكشافة في جزر سليمان صغير نوعا ما. اعتبارا من عام 2007، بدأ الفرع بالسعى من أجل من يصبح منظمة كشفية وطنية ويصبح معترف به من قبل المنظمة العالمية للحركة الكشفية. الرئيس الكشفي للفرع هو الحاكم العام، ناثانيل واينا.
شاركت كشافة جزر سليمان في المخيم الكشفي العالمي التاسع عشر في شيلي في عام 1998.